# Тонкава
Тонкава је северноамерички домородачки народ, који је пре контакта са Европљанима насељавао делове Тексаса и Оклахоме. Језик народа Тонкава је језички изолат. Данас су потомци малобројних преживелих федерално признати под именом „Тонкава племе Индијанаца Оклахоме”.

## Популација
Верује се да је у 15. веку Тонкава било око 5.000, а да је до краја 17. века њихов број опао на око 1.600, као последица велике смртности од заразних болести пренетих из Европе на које Тонкаве нису имале природни имунитет, као и због ратовања са другим домородачким народима, нарочито Апачима. До 1921. број Тонкава је опао на 34, након чега њихов број почиње да расте. Почетком 21. века број Тонкава је достигао број од 615, колико је регистровано на попису становништва САД 2010.

## Историја
Дуго се веровало да су Тонкаве пореклом из централног Тексаса. Међутим, према најновијим сазнањима, Тонкаве су насељавале североисточну Оклахому 1601. До 1700. снажнији и агресивнији Апачи су потиснули Тонкаве на југ до Црвене реке Југа, која данас представља границу између Оклахоме и Тексаса. За Тонкаве се веровало да су канибали, због чега су били у лошим односима са другим домородачким народима и америчким тексашким насељеницима.
Део Тонкава је 1740-их, са Јохуанима и другим домороцима, насељен у шпанску мисију Сан Габриел, која се налазила на обалама реке Сан Габриел на територији Тексаса.
Са својим савезницима Бидајима, Кадоима, Вичитама, Команчима и Јохуанима, Тонкаве су 1758. напале Липан Апаче у близини шпанске мисије Санта Круз де Сан Саба (коју су уништили).
Тонкаве су наставиле сеобу ка југу, населивши јужни део централног Тексаса и северни Мексико, где су ушли у савез са Липан Апачима.
Са Стивеном Остином склапају споразум 1824. којим су се обавезали да ће штитити англоамеричке досељенике од Команча. Остин је у то време био агент који је регрутовао имигранте који су насељавани у мексичку државу Коавила и Тексас. Република Тексас је прогласила независност 1836. и ујединила се са САД 1846. Тонкаве су се на страни тексашких ренџера бориле против Команча у Бици код Плам Крика 1840. и у Бици код Лит`л Роб Крика 1858.
Између те две битке 1854. Тонкаве су насељене у резерват на реци Бразос у Тексасу.
У току Америчког грађанског рата Тонкаве су биле лојалне Конфедерацији, због чега су их у октобру 1862. напали домороци лојални Унији, у масакру који је уследио (Тонкава масакр) од 309 Тонкава убијено је њих 133 (укључујући и поглавицу Тонкава Пласида).
Тонкаве су се бориле на страни америчке војске у биткама против Команча у Бици код Бланко Кањона 1871. и у Бици код Северне саставнице Црвене реке Југа 1872.
Преживеле Тонкаве, њих 92, су пресељене 1884. у Индијанску територију, а 1885. су насељене у њихов последњи резерват на територији данашњег округа Кеј.
Тонкаве су 21. октобра 1891. потписале споразум којим су прихватили парцелисање земље у колективном власништву, а парцеле су затим подељене тонкавским породицама.